# Gouden diksnavelmees
De gouden diksnavelmees (Suthora verreauxi; synoniem: Paradoxornis verreauxi) is een zangvogel uit de familie Paradoxornithidae (diksnavelmezen). Deze vogel is genoemd naar de Franse natuuronderzoeker Jules Verreaux.

## Verspreiding en leefgebied
Deze soort komt voor in oostelijk Azië en telt vier ondersoorten:
- S. v. craddocki: noordoostelijk Myanmar en noordwestelijk Vietnam.
- S. v. verreauxi: centraal China.
- S. v. pallida: zuidoostelijk China.
- S. v. morrisoniana: Taiwan.

## Status
De grootte van de populatie is niet gekwantificeerd maar de soort wordt omschreven als schaars tot vrij algemeen. Op de Rode lijst van de IUCN heeft deze soort de status niet bedreigd.